# Dervisch

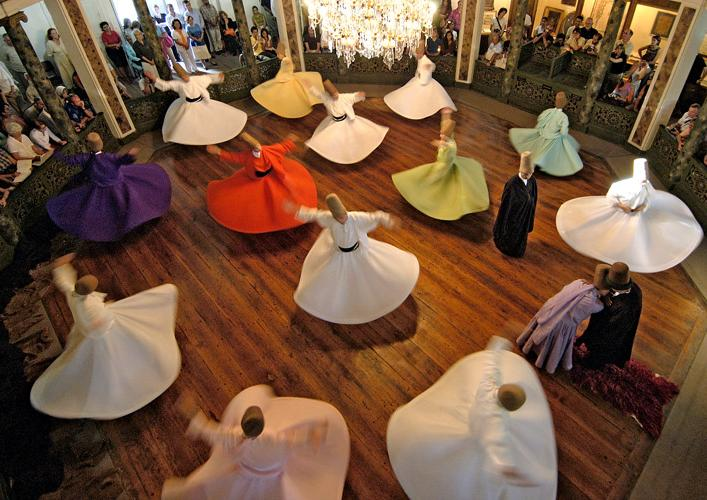
Dansande dervischer ur mevleviorden

Tunisisk dervisch, 1800-tal.

Dervisch (persiska "fattig") (kurdiska askes) är medlemmarna av vissa mystisk-religiösa muslimska ordnar. Liksom det motsvarande arabiska ordet fakir betecknar detta namn egentligen armod inför Gud, behovet av hans nåd och barmhärtighet och inte fattigdom i vanlig mening. 
Dervischinstitutionen har många likheter med munkväsendet. De olika brödraskapens medlemmar har sammankomster för gemensamma andaktsövningar i ett slags kloster (khaneqâh), som ofta är utrustade med rika donationer, och står under uppsikt av en pir ("äldste") eller morshed ("ledare"). Innan en lärjunge, murid, upptas i orden och får tillstånd att anlägga dess dräkt, måste han vanligen genomgå en viss prövotid. För övrigt märks, att celibat inte är obligatoriskt och att dervischerna inte räknas till prästerskapet. Dessa ordnar indelas i två klasser:
1. ba sjer ("med lag"), sådana, som inrättar sitt liv i överensstämmelse med islams föreskrifter, och
2. bi sjer ("utan lag"), sådana, som knappast kan sägas tillhöra något bestämt religiöst samfund, men påstår sig vara muslimer.

Den förstnämnda klassen omfattar ett mycket stort antal ordnar, som huvudsakligen skiljer sig från varandra genom den olika successionen från kaliferna Abu Bakr och Ali, vilka uppges som dervischinstitutionens stiftare. 
Att erhålla någon närmare kännedom om de mångfaldiga regler och ceremonier, som iakttas, är för den utomstående inte möjligt, då dylika ting strängt hemlighålls för den oinvigde. Mest bekanta bland dessa ordnar är Rifaiyya ("de tjutande dervischernas orden"), stiftad av Ahmed er-Rifai (död 1182), och Mevleviorden ("de dansande dervischerna"), som stiftades av den berömde persiske författaren Maulawi Djelal ud-din er-Rumi (död 1273). 
En annan bekant orden är Qalandariyya ("de klandervärda, vandrande dervischerna"), som härstammar från Persien och stod under inflytande från både zoroastrism och buddhism. I sin ursprungliga form representerade denna inrättning inom islam en mystisk riktning, som tillämpade vissa egensinniga principer för tolkningen av Koranen och den från Muhammed härstammande traditionen. 
Då dervischerna inte erkänner någon annan auktoritet än deras eget andliga överhuvud, har både de turkiska sultanerna och de ortodoxa ulama i alla tider betraktat dem med oblida ögon. Efter janitsjarkårens upplösning 1826 upphävde sultan Mahmud II även den ansedda bektashiorden, som stod i nära förbindelse med de självrådiga janitsjarerna. Däremot fortlever de övriga ordnarna, och särskilt Mevleviorden har räknat många medlemmar, som tillhört de högre och mera välmående klasserna. I Iran och i Kurdistan är dervisch-idealet fortfarande högt uppskattat bland vanliga människor.